# Dicliptera albicaulis
Dicliptera albicaulis là một loài thực vật có hoa trong họ Ô rô. Loài này được (S.Moore) S.Moore mô tả khoa học đầu tiên năm 1911.